# Gilbert Elliot Murray-Kynynmond
Sir Gilbert Elliot Murray-Kynynmond (Edimburgo, Escócia, 23 de Abril de 1751 — Stevenage, Inglaterra, 21 de Junho de 1814), conhecido também como o 1º marquês de Minto, foi um político, diplomata e administrador colonial britânico de origem escocesa. Dotado de uma esmerada educação, orientada por David Hume, que incluiu estudos feitos em Paris sob Joseph-Louis de Lagrange e uma passagem pela Universidade de Oxford, foi simultaneamente um intelectual de grande carreira. Exerceu, entre outros cargos, o de vice-rei da Córsega durante o efémero Reino Anglo-Corso fundado por Pasquale Paoli e o de governador-geral da Índia Britânica durante o período crítico das Guerras Napoleónicas.

## Primeiros anos
Gilbert Elliot nasceu em Edimburgo, Escócia, em 23 de Abril de 1751, filho de sir Gilbert Elliot, 3º barão de Minto, um poeta de mérito e membro da câmara dos Comuns, e de Agnes Dalrymple-Murray-Kynynmound. Era sobrinho de John Elliott, governador da Terra Nova e de Jean Elliot, autora de um celebrado poema lírico intitulado The Flowers of the Forest. A família possuía, desde há algumas gerações, uma larga propriedade rural e um solar em Minto, no Roxburghshire, Escócia.

### Os anos formativos
Nascido numa família privilegiada de proprietários rurais, neto de um estudioso da cultura italiana e filho e sobrinho de poetas e políticos, Gilbert Elliot estava destinado a seguir estudos na área do direito. Foi educado sob a supervisão do filósofo escocês David Hume, depois de estudos preparatórios, e como forma de melhorar os seu conhecimentos linguísticos e culturais, em 1763 Gilbert Elliot e o seu irmão Hugh Elliot foram enviados para Paris, onde estudaram como pensionistas de um colégio interno. Lá foram companheiros e amigos íntimos de Honoré Gabriel Riqueti de Mirabeau e estudaram sob a orientação do célebre matemático Joseph-Louis de Lagrange.
Depois de três anos em Paris, regressaram à Grã-Bretanha para prosseguirem os estudos. Passaram os invernos de 1766 e de 1767 a frequentar a Universidade de Edimburgo. Gilbert entrou no ano seguinte para o colégio de Christ Church, frequentando a Universidade de Oxford, onde estudou Direito. Ao deixar a universidade, em 1772, iniciou a sua carreira como advogado.

### A presença parlamentar
Em 1776, beneficiando da experiência política do pai, Gilbert Elliot foi eleito para o parlamento britânico como independente associado ao Partido Whig. Tornou-se amigo de Edmund Burke, a quem ajudou na sua disputa com Warren Hastingse e  Elijah Impey. Quando o seu partido assumiu o governo, em 1793 foi nomeado membro do ‘’Privy Council’’, o conselho privado do monarca britânico, um conselho de Estado cujos membros gozavam de grande influência política.

## Vice-reinado na Córsega
Pouco tempo depois foi nomeado enviado à Córsega, então um reino independente sob o governo de Pasquale Paoli, mas sob ataque francês. Com a sua ajuda e conselho, em junho de 1794 a Córsega é transformada em protetorado britânico, o Reino Anglo-Corso, tendo como rei Jorge III do Reino Unido. Nessa ocasião, apesar da oposição de Pasquale Paoli, o líder corso, que pretendia ser nomeado para o cargo, Gilbert é feito vice-rei da Córsega. Pouco depois entra em ruptura com Paoli, que é forçado a exilar-se em Londres.
Esta posição foi contusa e efémera, pois teve de se retirar da ilha após o desembarque de uma força francesa em finais de 1796. A partir dessa data a ilha ficou integrada na França. Após a anexação da ilha por parte da França, transferiu-se para Nápoles, onde passou a exercer as funções de enviado britânico junto da corte de Fernando I das Duas Sicílias.

## A carreira diplomática

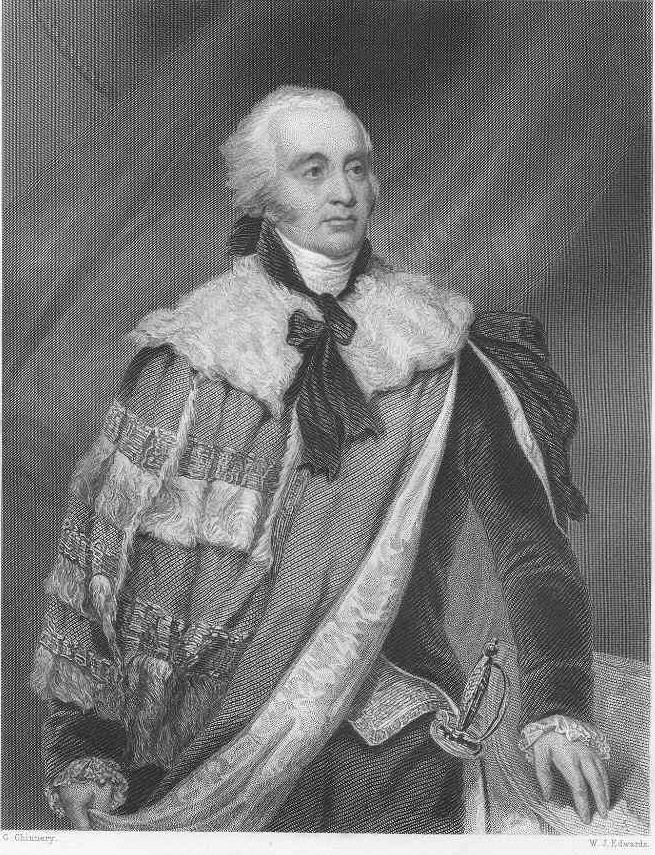
Retrato de Gilbert, por W. Joseph Edwards

Iniciando-se na diplomacia com a sua passagem pela corte de Nápoles, Gilbert Elliot ganhou reputação de bom diplomata, passando a ser visto em Londres como um potencial enviado, até porque o seu domínio perfeito do francês, a língua franca da diplomacia da época, o faziam particularmente habilitado para tais missões. Em 1797 adicionou ao seu nome os apelidos Murray-Kynynmond, da família de sua mãe, e em outubro de 1797 foi elevado à dignidade de barão de Minto, passando com isso a ter assento na Câmara dos Lordes.
Entre 1799 e 1801, ano da saída de William Pitt das funções de primeiro-ministro, foi enviado extraordinário da Grã-Bretanha e posteriormente Reino Unido à corte de Viena, então um dos principais postos diplomáticos da Europa.

## Governador-Geral da Índia
Depois de alguns meses como membro da administração colonial britânica na Índia, em finais de 1806 foi nomeado governador-geral, sucedendo no cargo a sir George Hilario Barlow. Ocupou então, com o acordo do governo de Portugal, o Estado da Índia, estacionando tropas britânicas em Goa. Pouco depois ocupou a pequena colônia dinamarquesa de Trankebar e anexou os restantes centros coloniais dinamarqueses na Índia.
No verão de 1809, no âmbito das Guerras Napoleónicas, organizou uma expedição que conquistou e ocupou as ilhas Bourbon e de France, as atuais ilhas da Reunião e Maurícia, então territórios insulares franceses do Oceano Índico. A ilha da Reunião foi devolvida à França, mas a ilha Maurícia permaneceu sob soberania britânica até à sua independência em 1968.
No mesmo contexto, no ano de 1810 tomou os estabelecimentos neerlandeses das Molucas, Celebes e Ceilão, em 1811 a ilha de Java e em 1812 as colônias de Samatra e Bornéu. Governou também estes novos territórios sob administração britânica, partir de 1811, sendo interinamente também governador-geral das antigas Índias Orientais Neerlandesas, a atual Indonésia. Foi sido sucedido nesse posto por Thomas Stamford Raffles, o fundador de Singapura. 
Governou a Índia com grande sucesso até 1813, quando problemas de saúde o obrigaram a regressar ao Reino Unido. Foi-lhe então concedido o título de visconde de Melgund e de marquês de Minto. 

## Os anos finais
Faleceu em Stevenage a 21 de Junho de 1814 e foi sepultado na abadia de Westminster. 
O segundo filho de George Elliot, foi o almirante Sir George Elliot (1784-1863), que na sua juventude participou na batalha do Cabo de São Vicente e na batalha do Nilo. Este seu filho foi mais tarde um destacado político, chegando a Secretário do Almirantado britânico entre 1830 e 1834.
Um seu sobrinho foi o almirante Sir Charles Elliot (1801-1875), que teve um importante papel na guerra contra a China em 1840. Foi depois governador da Bermuda, de Trinidad e da ilha de Santa Helena.
A sua irmã Eleanor Elliot, falecida em 1818, foi casada com William Eden, um dos mais proeminentes políticos britânicos da época.